# Gargrube

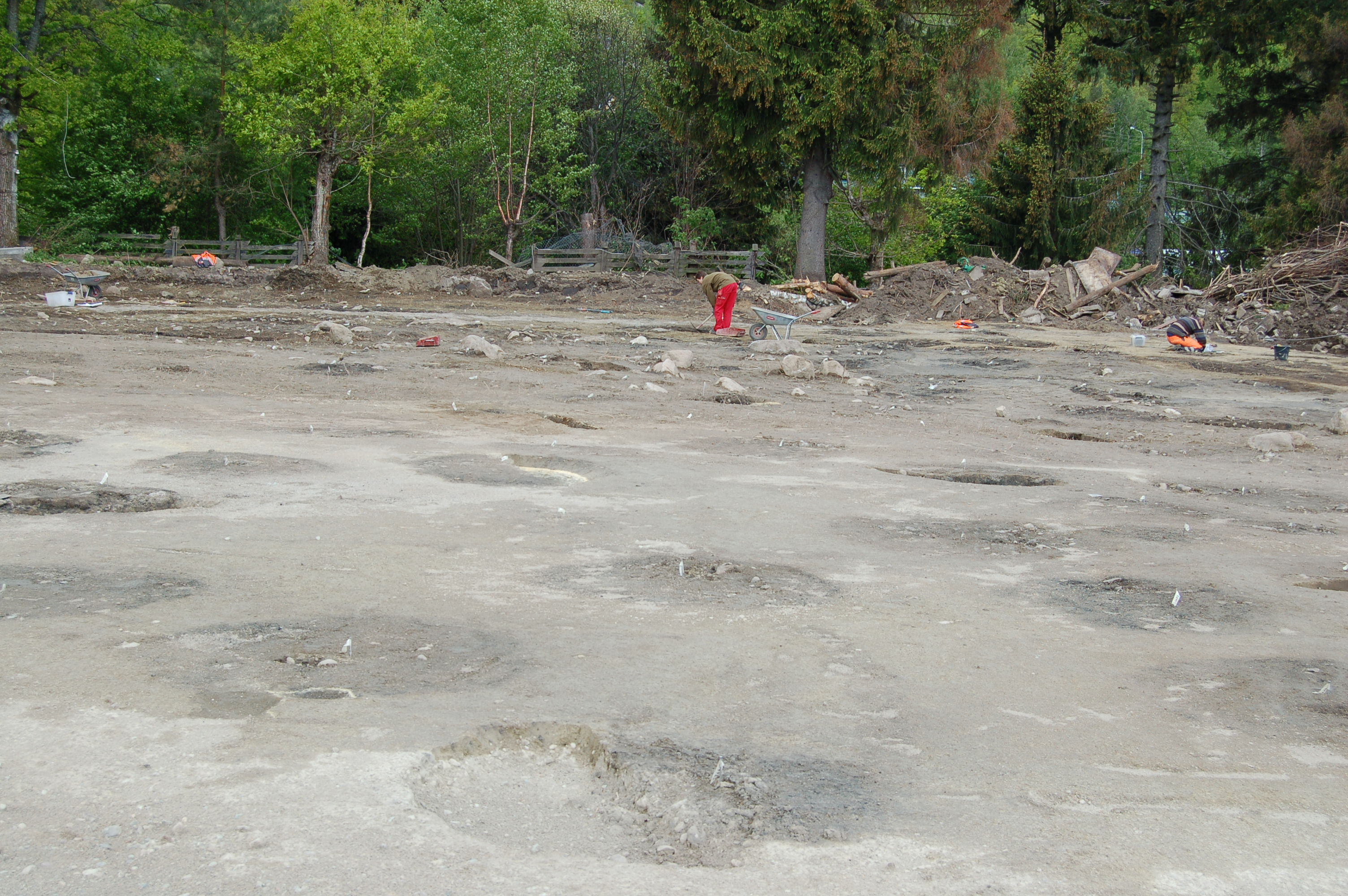
Feuerstellenplatz bei Bommestad

Bei den erstmals 1906 (durch Wilhelm Deecke (1862–1934)) erkannten Gargruben (dänisch Kokegroper oder Kogestengroper, englisch Pit Alignments oder cooking stone pits, schwedisch Kokgropar med Skärvsten) handelt es sich um Feuerstellenplätze der jüngeren Bronze- sowie der Eisenzeit in Dänemark, Skandinavien, Mitteldeutschland, Frankreich, der Schweiz, Teilen Polens und auf den Britischen Inseln. Entgegen der mehrheitlich spätbronze- und früheisenzeitlichen Datierungen der deutschen und französischen Befunde, weisen einige Schweizer Befunde auf eine Nutzung ab der frühen bzw. mittleren Bronzezeit.
Ältere Forschung in Deutschland bezeichnet derartige Fundstellen als Kultfeuer-, Feuerstellenplätze oder Kochsteingruben, wie die Plätze von Bötersen in Niedersachsen oder Jarmen, Jesendorf, Naschendorf und Triwalk in Mecklenburg-Vorpommern und Zedau in der Altmark. Der aktuell verwendete Begriff ist Kochsteingruben (cooking stone pits).

## Abgrenzung
Gargruben sind keine Burnt Mounds (englisch für verbrannte Hügel), die primär auf den Britischen Inseln vorkommen und auch aus der Bronzezeit stammen. Viele sind aus anderen Teilen Europas, insbesondere aus Skandinavien bekannt. 1990 wurden die ersten Ergebnisse über bronzezeitliche Burnt mounds an den Küsten Schwedens veröffentlicht. Neue Entdeckungen belegen endmesolithische Schlitzgruben, insbesondere in Frankreich.

## Bommestad
450 Kochstellen auf einer Fläche von 2500 Quadratmetern wurden in Bommestad in der Nähe von Larvik in Norwegen entdeckt. Die Zahl übertrifft alle früheren Entdeckungen der Region. Die Entdeckung wurde im Zusammenhang mit archäologischen Arbeiten zwischen Bommestad und Langåker vor dem Bau der E18 durch Vestfold gemacht. Bisher haben sie eine Datierung aus dem Jahr 0 erbracht. In vielen Gruben wurden verbrannte Knochen gefunden, in einigen zerbrochene Töpferware.

## Beschreibung
Die Lage der Gargruben als Kultfeuerplätze ist stets ähnlich:
- häufig in exponierter Lage im Gelände auf Höhenzügen oder Kuppen
- Nähe zum Wasser, jedoch nicht zu Wohnplätzen

Es handelte sich zum Teil um viele hundert Meter lange, auch durch Bewuchsmerkmale erkannte, Reihen aus runden, ovalen oder rechteckigen Gruben, andere Fundorte weisen regellos angeordnete Gargruben oder nur einzelne Befunde auf. 1989 listet Sigrid Heidelk-Schacht bereits 30 derartiger Plätze in Mecklenburg-Vorpommern, im Norden von Brandenburg und in Sachsen-Anhalt (Zedau) auf. 2022 hat Stefanie Schaefer-Di Maida mehrere dutzend Befunde aus Schleswig-Holstein und Südskandinavien ergänzt. Die Gruben bestehen aus der Ballung „muldenförmiger Erdgruben“ mit gebrannten Steinen an der Peripherie sowie schwarzer Branderde und Holzkohleanteilen. Auf der Mehrzahl der Plätze Mecklenburg-Vorpommerns sind diese Gruben regellos verteilt.  In Dänemark, Schleswig-Holstein und dem nördlichen Niedersachsen dominieren einfache Reihen und multiple Reihen. Die größten Ansammlungen liegen bei Naschendorf (2500), Jesendorf (334) und Rønnige Soegaard (über 300) auf Fünen in Dänemark, von vermutlich jeweils etwa 500 Feuerstellen ausgegraben wurden.
Mangels besserer Deutungsmöglichkeiten werden die Feuerstellenreihen als Ausdruck kultisch-religiöser Handlungen angesehen, weshalb sie auch als Kultfeuerplatze oder Feuerkultplätze bezeichnet werden. Es wird angenommen, dass Menschen sich hier wiederholt versammelt haben, um gemeinsam Essen zuzubereiten. Durch die Wiederholung entstanden mit der Zeit die Felder oder Reihen.
In England hat in einigen Fällen hat ein begleitender Wall überlebt, und diese Reihen werden als „umwallte Grubenreihen“ bezeichnet.

## Neue Befunde
Die viele hundert Meter langen Reihen aus runden, ovalen oder rechteckigen Gruben gehen gelegentlich in unsegmentierte Gräben über. Die Verbreitung dieses Phänomens liegt östlich des Harzes, von der Magdeburger Börde bis zum Unstrutgebiet, in einem Bogen von etwa 100 Kilometern Länge und maximal 50 Kilometern Breite. Die Ostgrenze liegt bei Leipzig. Einen genaueren Einblick erlauben die archäologischen Untersuchungen, die seit 2008 im Vorfeld des Baus der ICE-Neubaustrecke Erfurt-Halle/Leipzig durchgeführt werden. Auf einem 22 Kilometer langen Abschnitt, der über die Querfurter Platte zwischen Unstrut- und Saaletal führt, wurden mehr als sechs Kilometer Grubenreihen und Grabenabschnitte freigelegt und dokumentiert. Er wies Gruben der verschiedensten Formen und Tiefen sowie Gräben auf.
An vielen Stellen lösten sich die oberflächennah grabenartigen Strukturen in der Tiefe in Reihen von Einzelgruben auf. Offenbar besaßen derartige Befunde von Anbeginn diese Erscheinungsform. Andere durchgehende Gräben waren ohne Andeutungen auf eine Segmentierung. Den Archäologen gelang der Nachweis, dass Gräben mehrfach aufgearbeitet worden sind. Es muss eine gewisse Zeit zwischen den Ausbesserungen der Gräben verstrichen sein, da sie sich stets weitgehend verfüllt hatten. Ein Phänomen waren verfüllte Gräben die nicht „aufgearbeitet“, sondern in Form einer langen Grubenreihe, die aber nicht die Tiefe des einstigen Grabens erreichte, erstellt wurden. Diese Gruben wurden innerhalb der älteren Verfüllung ausgehoben. Offenbar hatten durchgehende Gräben und Grubenreihen bzw. segmentierte Gräben dieselbe Funktion. Die identische Zweckbestimmung der Befunde wird aus Beobachtungen zur Lage der Einzelstrukturen zueinander deutlich. An vielen Stellen wurden die linearen Erdwerke nicht von den archäologischen Grabungsflächen auf der Trasse durchschnitten, die Strukturen verliefen stattdessen über weite Strecken innerhalb der ICE-Trasse, so dass mehrere rechtwinklige Abzweigungen erfasst werden konnten. Dagegen waren Kreuzungen nur in Einzelfällen nachzuweisen. Das rechtwinklige Aneinanderstoßen der Grubenreihen und Landgräben unterstrich, dass beide Befundgattungen als Teile eines Systems anzusehen sind.
Britische Grubenausrichtungen treten als Einzel- (Eisenzeit) und Doppelreihen (späte Jungstein- oder Bronzezeit) auf. An einigen Stellen wurden jedoch doppelte und einfache Ausrichtungen zusammen gefunden, von denen einige Reihen zwischen den Formen wechseln, sodass die Form nicht als eindeutiger Datierungsbeleg angesehen werden kann. Es wird angenommen, dass Doppelreihen rituelle Funktion haben, da sie manchmal in Bezug auf Cursus-Monumente und Henges (Thornborough Henges) gefunden werden.
Ein Schwerpunkt der Brandplätze war auch Mecklenburg, wo inzwischen mehr als 30 Fundstellen bekannt sind. Die größten Ansammlungen liegen bei Jesendorf (334) und Rønnige Søgard (über 300) auf Fünen in Dänemark, von vermutlich jeweils etwa 500 Feuerstellen ausgegraben wurden. 2005 wurde bei Egeln-Nord (Salzlandkreis) in Sachsen-Anhalt Reihen und verstreut liegende Feuergruben bzw. Herdstellen auf einer unvollständig ergrabenen Trasse gefunden. Von Zedau, einem Ortsteil von Osterburg in der Altmark ist eine gleichartige Konzentration bekannt, die auf das 8. und 7. vorchristliche Jahrhundert datiert werden konnte. Größere Grubenreihen wurden in Seddin in der Prignitz, bei Naschendorf, bei der Hünenburg bei Watenstedt im Landkreis Helmstedt und bei Weddersehl im Landkreis Gifhorn entdeckt. Im Landkreis Parchim liegt die größte Ansammlung in Deutschland (280 Gruben). In Reinach, im Schweizer Kanton Baselland wurden ähnliche bronzezeitliche Gargruben ausgegraben.
Im Jahre 2022 wurden die kurz vorher neuentdeckten Kochsteingrubenreihen von Mang de Bargen publiziert. Diese haben den Beginn des Phänomens für Norddeutschland auf etwa 1400 v. Chr. zurückdatiert und somit begann es früher als bislang angenommen.